# Jim Cruickshank
Jim Cruickshank (Glasgow, 13 april 1941 – 18 november 2010) was een Schots voetbaldoelman in bijna 400 wedstrijden voor Heart of Midlothian tussen 1960 en 1977.

## Carrière
Cruickshank verscheen tussen 1958 en 1960 30 keer in competitiewedstrijden voor Queen's Park FC in Hampden Park.
Hij vervoegde Heart of Midlothian in 1960 en verliet de club in 1977 na 17 jaar dienst. Hij speelde 528 wedstrijden voor het eerste elftal en kwam 394 keer uit in competitieduels.
Hij kwam een seizoen later bij Dumbarton FC nadat hij Hearts had verlaten, waar hij in 3 competitieduels speelde voordat hij met pensioen ging.
Hij speelde zes interlands voor het Schotse nationale voetbalelftal en verloor slechts één keer.